# Dolmen et menhir de Kerivoret
Le dolmen et menhir de Kerivoret sont un ensemble de deux mégalithes (un dolmen et un menhir) situés sur la commune de Porspoder, dans le département du Finistère en France.

## Historique
Les deux mégalithes figurent sur le plan cadastral de 1842.  L'ensemble est classé au titre des monuments historiques par arrêté du 27 décembre 1923.

## Dolmen
Le dolmen est constitué de cinq orthostates et d'une dalle de couverture. Il mesure 4,20 m de longueur sur 1,60 m de largeur avec une hauteur sous dalle de 1,40 m. La table déborde des orthostates : elle mesure 4,60 m de long sur environ 4 m de large et 0,75 m d'épaisseur. Plusieurs granites différents ont été utilisés dans la construction : un granite porphyroïde pour la dalle nord-est, un granite pegmatitique à feldspath orangé et tourmaline noire pour la dalle de chevet et le granite de l'Aber-Ildut pour toutes les autres dalles.

## Menhir
Il est situé à environ 25 m à l'est du dolmen. C'est un bloc de granite de l'Aber-Ildut. Il mesure 3,50 m de haut sur 1,60 m de large et 0,90 m d'épaisseur. Selon Alfred Devoir, « à l'équinoxe le menhir cache le soleil levant à un observateur se tenant sous le dolmen ».

## Annexe